# Шихов, Ким Иванович
Ким Иванович Шихов (5 мая 1932, Архангельск — 5 апреля 2021, Нижний Новгород) — советский и российский живописец, заслуженный художник Российской Федерации (1995). 
С 1948 по 1953 гг. учился в Горьковском художественном училище. С 1953 по 1959 гг. проходил обучение в Ленинградском институте им. И. Е. Репина . Член Союза художников России с 1967 г. Работал преимущественно в области пейзажа.
С 1958 по 1962 и с 1972 по 1976 годы преподавал в Горьковском художественном училище, а начиная с 2000 года — в детской школе искусств.
С 1958 года — постоянный участник областных выставок. Экспонент зональных ("Большая Волга", 1964, 1967, 1970, 1974, 1985, 1991, 1998, 2003 гг.), республиканской (Москва, 1970 г.), Всероссийской (Москва, 2000 г.) художественных выставок. Персональные выставки: Нижний Новгород, 1982, 2003 гг.; г. Бор, 2001 г.

## Награды и звания
- Заслуженный художник РФ (1995 г.)
- Лауреат премии Нижнего Новгорода (2001 г.)
- Почетная грамота Министерства культуры РФ (2002 г.)
- Лауреат премии имени академика И. Н. Блохиной (2003 г.)
- Почетный гражданин Нижнего Новгорода с 2008 года
- Орден «За вклад в просвещение»
- Медаль «За трудовое отличие»

## Основные работы
«Окуневая заводь»
«Старица Оки»
«Зеркальное отражение»
«Задумчивый октябрь» 

## Выставки
- «Осенний вернисаж» (2007 г.)
- «Весна. Цветы. Женщина» (2008 г.)
- «Мир глазами нижегородцев» (2008 г.)
- «Осенние краски города» (2008 г.)
- «Болдинская осень» (2009 г.)
- «Рождественские мотивы» (2009 г.)
- «Палитра души» (2011 г.)